# 基础科学
基础科学（英語：Fundamental science、Basic science），或称基础研究（basic research）、纯科学（pure science）、纯研究（pure research），是研究自然界最基本的事物与作用和之间的相互关系，以及规律的科学。按照还原论的逻辑，一切的现象都可以追溯到基础科学的研究。生物学、化学、物理学都是基础科学，而工程学不是。基础科学和应用科学是不同的。基础科学可能没有直接的应用。基础科学的研究建立在受控制的实验和仔细观察的基础上（尽管这些方式不能分清基础科学与应用科学）。基础科学的研究依靠得到确定的证据和有价值的理论进行推演。传统上认为基础科学与自然科学密切相关。